# Sainte-Marie-Kerque
Sainte-Marie-Kerque – miejscowość i gmina we Francji, w regionie Hauts-de-France, w departamencie Pas-de-Calais.
Według danych na rok 1990 gminę zamieszkiwały 1322 osoby, a gęstość zaludnienia wynosiła 72 osób/km² (wśród 1549 gmin regionu Nord-Pas-de-Calais Sainte-Marie-Kerque plasuje się na 478 miejscu pod względem liczby ludności, natomiast pod względem powierzchni na miejscu 74).